# Copelatus ruficapillus
Copelatus ruficapillus är en skalbaggsart som beskrevs av Régimbart 1895. Copelatus ruficapillus ingår i släktet Copelatus och familjen dykare. Inga underarter finns listade i Catalogue of Life.